# Chang (bier)

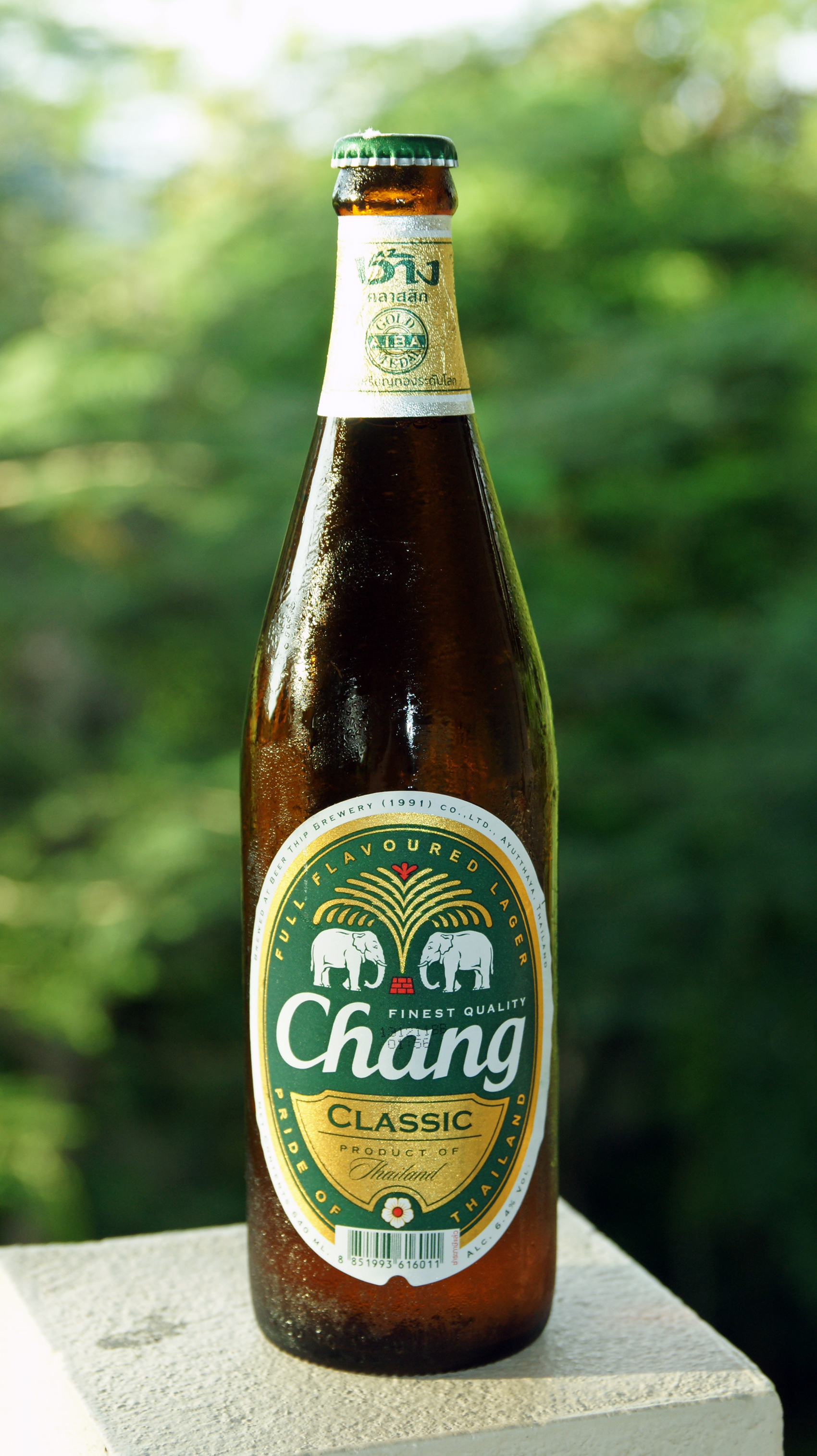
Chang Classic

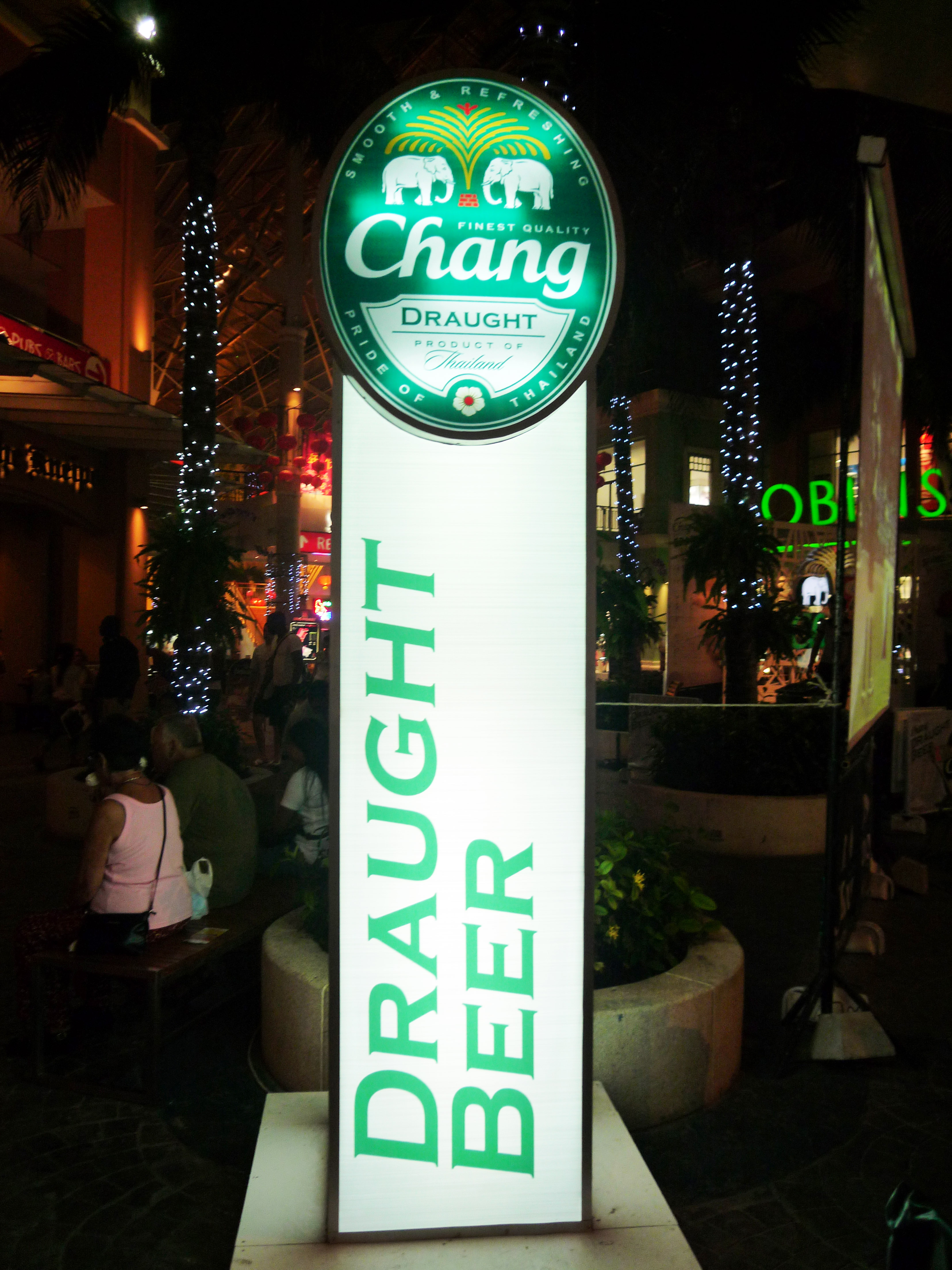
Chang Draught

Chang (Thai: เบียร์ช้าง) is een Thais biermerk. Het wordt gebrouwen door ThaiBev.

## Achtergrond
Het eerste Chang bier werd geproduceerd op 4 april 1994. De officiële lancering gebeurde pas op 2 maart 1995. De naam "Chang" is Thais voor olifant. Op de etiketten staan dan ook twee olifanten.
Internationaal werd Chang van 2001 tot 2003 verspreid door Carlsberg, maar de overeenkomst sprong af en in 2005 werd Carlsberg daarvoor veroordeeld tot het betalen van een boete. Momenteel wordt Chang verspreid door Interbev. In Thailand behoort Chang tot de meest verkopende biermerken.

## De bieren
Er zijn verschillende Chang-bieren. Het zijn allemaal bieren van lage gisting, gemaakt met gerstemout, aangevuld met een beetje rijst. Van enkele varianten is het niet duidelijk of het andere bieren zijn, dan wel hetzelfde bier met een andere naam.
- Chang Beer is een blonde pils met een alcoholpercentage van 5%.[5]
- Chang Export is eveneens een blonde pils met een alcoholpercentage van 5%.[6]
- Chang Draught is eveneens een blonde pils met een alcoholpercentage van 5%.[7]
- Chang Classic is een blonde pils met een alcoholpercentage van 6,4%.[8]
- Chang Light is een lichte pils met een alcoholpercentage van 4,2%.[9]

## Onderscheidingen
- In 2008 won Chang Draught brons op de Australian International Beer Awards in de categorie European Style Lager, Chang Light zilver in de categorie Low carb/dry en Chang Export brons in de categorie Other, eg Amber, Bock, Oktoberfest, Marzen, Vienna.[10]
- In 2009 won Chang Draught brons op de Australian International Beer Awards in de categorie European Style Lager, Chang Light brons in de categorie Low carb/dry en Chang Export brons in de categorie Other, eg Amber, Bock, Oktoberfest, Marzen, Vienna.[11]
- In 2010 won Chang Beer brons op de Australian International Beer Awards in de categorie Pilsner.[12]
- In 2008, 2009 en 2010 kreeg Chang Beer een gouden medaille op Monde Sélection te Brussel.
- In 2010 won Chang Draught de titel “Asia’s Best Pils/Pilsner 2010” op de World Beer Awards.[13]
- In 2011 won Chang Beer de titel “Best Premium Lager” op de World Beer Awards.[14]